# Jorge Franco (escritor)
Jorge Franco Ramos (Medellín, 22 de febrero de 1962) es un escritor colombiano, conocido principalmente por su novela Rosario Tijeras, llevada al cine con el mismo nombre y a la televisión como una serie de 60 capítulos

## Biografía
Jorge Franco creció rodeado de sus tres hermanas —"me ignoraban, me volvían invisible; me sentía relegado y me encerraba en mi cuarto a leer o a ver televisión"— y se fue habituando a ese universo femenino en el que rápidamente entendió que era minoría sin importancia. Los libros entraron pronto en su vida: "En mi casa no se leía mucho, pero mi mamá estaba afiliada a El Círculo de Lectores y recuerdo que en un cumpleaños me dieron una biblioteca completa de literatura juvenil con ejemplares de Verne, Stevenson y Salgari. Luego conocí a Enid Blyton, una escritora inglesa que publicó varios libros de aventuras llamados “Los Cinco” y tuve toda la colección. Y a los 13 años llegué a Shakespeare por mi abuelo Antonio: él me regaló Romeo y Julieta. Esa historia de amor lo cautivó. "Siempre que leía me imaginaba la película; por eso soñaba con dedicarme al cine o a la televisión: nunca pensé en escribir", confiesa.
En la adolescencia le gustaba pasar el fin de semana con su abuelo materno, Benjamín, y pintar a su lado. Él —que en sus ratos libres pintaba acuarelas: paisajes y bodegones—, le enseñó. Del colegio reconoce haber salido despistado y en lugar de seguir una carrera artística decidió hacer como sus mejores amigos, que entraron a ingeniería de producción. "Hice un semestre y me fue fatal; el segundo semestre me lo pasé repitiendo materias. Luego estudié publicidad durante tres años y entendí que tampoco era mi mundo. Una amiga estaba en Londres y me contó que allá se podía estudiar cine. Para mí fue un gran descubrimiento y decidí irme, pero me tomó un largo tiempo hacerlo", cuenta. Fue aplazando el viaje a Inglaterra porque por esa época se aficionó al psicoanálisis, algo que le ha servido mucho en su vida, asegura. "Estuve como cinco años, yendo dos o tres veces a la semana. Me encontré, me ayudó a matar muchos fantasmas, a encontrar mis armas para enfrentar el mundo. A veces quería que mi psicoanalista me diera un consejo o una pastilla y nunca me formuló nada y rara vez me dio consejos, así que aprendí a encontrar soluciones por mí mismo".
En la London International Film School comprendió que el cine no era para él, que es sedentario y le gusta la soledad. Cuando regresó a Colombia se inscribió en el Taller Literario de la Biblioteca Pública de Medellín, que dirigía Manuel Mejía Vallejo, un escritor al que admiraba. Finalmente, en Bogotá entra a estudiar Literatura en la Pontificia Universidad Javeriana. Allí conoció a Jaime Echeverri, profesor de taller de creatividad, al que cada semana le llevaba una historia. Echeverri le dijo un día después de clases que le gustaban sus cuentos, pero que había que pulirlos, y le ofreció ir a su casa para trabajarlos. "Eso fue hace más de quince años y aún seguimos reuniéndonos una vez a la semana cada vez que tengo un nuevo proyecto. Son encuentros de no más de tres horas en los que yo leo en voz alta y él va corrigiendo en el papel", explica.
En 1996 se decide a participar en concursos literarios: con su relato (Viaje gratis) resultó finalista del VII concurso de historias cortas Carlos Castro Saavedra y el mismo año ganó el premio Pedro Gómez Valderrama con su colección de cuentos Maldito amor.

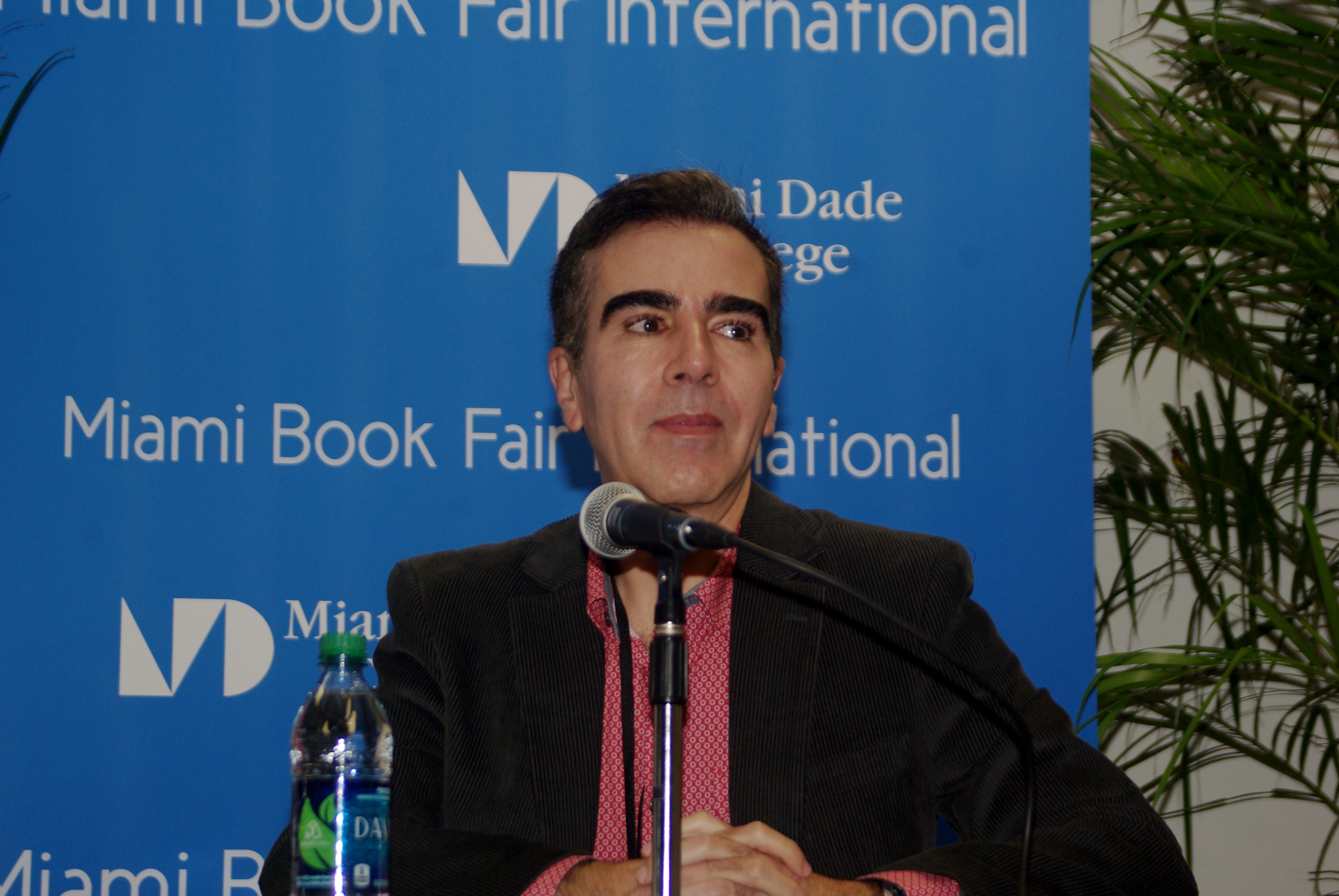
Franco en la Feria Internacional del Libro de Miami 2014

Su primera novela, Mala noche, apareció al año siguiente, el mismo en el que se casó con su pareja de hacía un par de años, Natalia. La fama le llegó dos años más tarde con Rosario Tijeras (1999), que, además de ganar el premio Hammett, fue adaptada al cine con la dirección del mexicano Emilio Maillé y convertida en una exitosa serie de televisión de 60 episodios, estrenada en Colombia a principios de 2010 en Canal RCN.
Su siguiente novela, Paraíso Travel (2001) fue llevada también a la pantalla grande en 2008 por el colombiano Simón Brand. Melodrama (2006) fue adaptada al teatro. 
El éxito de Franco se ha visto consolidado con su novela El mundo de afuera, que obtuvo Premio Alfaguara de Novela 2014. 
Ha publicado cuentos y artículos en diversas revistas nacionales e internacionales y fue invitado por Gabriel García Márquez a dictar con él su taller «Cómo se cuenta un cuento» en la Escuela Internacional de Cine y Televisión de San Antonio de los Baños, en Cuba.
Reside en Bogotá y su rutina, como contó en una entrevista de 2014, consiste en dedicar las mañanas a contestar correos y hacer algo de ejercicio; a las dos de la tarde llega al pequeño apartamento, pegado a los cerros de la ciudad, donde escribe; si todo sale bien y no hay ruido, trabaja hasta cinco horas; "las noches son para Valeria, su hija de ocho años" —adoptada con su esposa en la Casita de Nicolás—, "con la que todos los días se sienta a leer un cuento que ella escoge".

## Obras
Cuento
- Maldito amor, 1996

Novelas
- Mala noche, 1997
- Rosario Tijeras, 1999
- Paraíso Travel, 2001
- Melodrama, 2006
- Santa suerte, 2010
- El mundo de afuera, 2014
- El cielo a tiros, 2018
- El vacío en el que flotas, 2023

Otros
- Donde se cuenta cómo me encontré con Don Quijote de la Mancha en Medellín, cuando la ciudad se llenó de gigantes inventados, 2005

En antologías
- Se habla español: voces latinas en USA, Edmundo Paz Soldán y Alberto Fuguet, eds. México, Alfaguara, 2000
- Cuentos caníbales: antología de nuevos narradores colombianos, Luz Mary Giraldo, ed.  Bogotá, Alfaguara, 2002
- Palabra de América, Barcelona, Seix Barral, 2004
- Pequeñas resistencias 3. Antología del nuevo cuento sudamericano, Juan Carlos Chirinos, ed. Madrid, Páginas de Espuma, 2004
- "Cuentos y relatos de la literatura colombiana".  Tomo II Luz Mary Giraldo,Bogotá, Fondo de Cultura Económica, 2005

## Premios y reconocimientos
- Primer Premio del Concurso Nacional de Narrativa Pedro Gómez Valderrama por Maldito amor
- Primer Premio del XIV Concurso Nacional de Novela Ciudad de Pereira por Mala noche
- Finalista en el Premio Nacional de Novela de Colcultura con Mala noche
- Beca Nacional de Novela del Ministerio de Cultura con Rosario Tijeras
- Premio Internacional de Novela Dashiell Hammett 2000 por Rosario Tijeras (Gijón, España)
- Premio Alfaguara de Novela 2014 por El mundo de afuera

## Enlaces eternos
- “El espacio de las minorías” Entrevista a Jorge Franco
- “Jorge Franco Ramos” Artículo de Catalina Quesada Gómez publicado en The Contemporary Spanish American-Novel: Bolaño and After, 2013.

- Datos: Q3183825
- Multimedia: Jorge Franco Ramos / Q3183825